# National 400 1964
National 400 1964 var ett stockcarlopp ingående i Nascar Grand National Series (nuvarande Nascar Cup Series) som kördes 18 oktober 1964 på den 1,5 mile (2,414 km) långa ovalbanan  Charlotte Motor Speedway i Concord i North Carolina. Totalt avverkades 400,5 miles (644,542 km) fördelat på 267 varv. Banunderlaget var asfalt. Loppet vanns av Fred Lorenzen i en Ford på tiden 2:58.35 körande för Holman Moody. Lorenzens snitthastighet uppgick till 134,475 mph. Han var vid målgång ensam förare på ledarvarvet, ett varv före tvåan Jim Paschal. Prispotten uppgick till 45 685 dollar, varav 11 185 dollar gick till segraren.

## Resultat
| Plc     | Nr | Förare           | Team/ bilägare        | Konstruktör | Start | Varv | Ledda varv |
| ------- | -- | ---------------- | --------------------- | ----------- | ----- | ---- | ---------- |
| 1       | 28 | Fred Lorenzen    | Holman Moody          | Ford        | 3     | 267  | 7          |
| 2       | 41 | Jim Paschal      | Petty Enterprises     | Plymouth    | 5     | 266  | 1          |
| 3       | 43 | Richard Petty    | Petty Enterprises     | Plymouth    | 1     | 265  | 188        |
| 4       | 11 | Ned Jarrett      | Bondy Long            | Ford        | 11    | 265  | 0          |
| 5       | 03 | LeeRoy Yarbrough | Fox Racing            | Dodge       | 16    | 264  | 0          |
| 6       | 16 | Darel Dieringer  | Bud Moore Engineering | Mercury     | 10    | 263  | 0          |
| 7       | 6  | David Pearson    | Owens Racing          | Dodge       | 25    | 263  | 0          |
| 8       | 3  | Buck Baker       | Fox Racing            | Dodge       | 6     | 261  | 0          |
| 9       | 5  | Earl Balmer      | Owens Racing          | Dodge       | 24    | 253  | 0          |
| 10      | 82 | Bunkie Blackburn | Casper Hensley        | Pontiac     | 32    | 246  | 0          |
| 11      | 64 | Elmo Langley     | John Berejoski        | Ford        | 15    | 245  | 0          |
| 12      | 53 | Pete Stewart     | Pete Stewart          | Ford        | 37    | 235  | 0          |
| 13      | 7  | Bobby Johns      | Holman Moody          | Ford        | 23    | 232  | 0          |
| 14      | 02 | Curtis Crider    | Curtis Crider         | Mercury     | 22    | 223  | 0          |
| 15      | 68 | Bob Derrington   | Bob Derrington        | Ford        | 26    | 222  | 0          |
| 16      | 9  | Roy Tyner        | Roy Tyner             | Chevrolet   | 30    | 217  | 0          |
| 17      | 83 | Worth McMillion  | Worth McMillion       | Pontiac     | 34    | 211  | 0          |
| 18      | 25 | Paul Goldsmith   | Nichels Engineering   | Plymouth    | 2     | 202  | 71         |
| 19      | 00 | Cale Yarborough  | Holman Moody          | Ford        | 13    | 192  | 0          |
| 20      | 36 | Larry Thomas     | Burton-Robinson       | Plymouth    | 7     | 183  | 0          |
| 21      | 46 | J.T. Putney      | Walt Hunter           | Chevrolet   | 38    | 158  | 0          |
| 22      | 34 | Wendell Scott    | Scott Racing          | Ford        | 42    | 145  | 0          |
| 23      | 76 | Larry Frank      | Larry Frank           | Ford        | 14    | 143  | 0          |
| 24      | 47 | A.J. Foyt        | Nichels Engineering   | Dodge       | 18    | 127  | 0          |
| 25      | 52 | Jack Anderson    | Jess Potter           | Chevrolet   | 39    | 118  | 0          |
| 26      | 71 | Sam McQuagg      | J.L. Thomas           | Ford        | 27    | 71   | 0          |
| 27      | 26 | Bobby Isaac      | Nichels Engineering   | Dodge       | 4     | 68   | 0          |
| 28      | 10 | Buddy Baker      | Bernard Alvarez       | Ford        | 35    | 65   | 0          |
| 29      | 46 | G.C. Spencer     | GC Spencer Racing     | Ford        | 33    | 64   | 0          |
| 30      | 60 | Doug Cooper      | Bob Cooper            | Ford        | 40    | 63   | 0          |
| 31      | 21 | Marvin Panch     | Wood Brothers Racing  | Ford        | 12    | 52   | 0          |
| 32      | 42 | Bill McMahan     | Casper Hensley        | Pontiac     | 31    | 45   | 0          |
| 33      | 58 | Doug Moore       | Doug Moore            | Chevrolet   | 29    | 37   | 0          |
| 34      | 27 | Junior Johnson   | Matthews Racing       | Ford        | 9     | 36   | 0          |
| 35      | 63 | Don Hume         | Don House             | Ford        | 36    | 9    | 0          |
| 36      | 88 | Neil Castles     | Buck Baker Racing     | Chrysler    | 19    | 8    | 0          |
| 37      | 1  | Billy Wade       | Bud Moore Engineering | Mercury     | 8     | 6    | 0          |
| 38      | 19 | H.B. Bailey      | Herman Beam           | Ford        | 43    | 6    | 0          |
| 39      | 31 | Possum Jones     | Tom Spell             | Ford        | 44    | 5    | 0          |
| 40      | 86 | Jimmy Helms      | Buck Baker Racing     | Chrysler    | 28    | 4    | 0          |
| 41      | 61 | Bob Cooper       | Bob Cooper            | Pontiac     | 41    | 3    | 0          |
| 42      | 81 | Frank Weathers   | i.u.                  | Plymouth    | 17    | 1    | 0          |
| 43      | 01 | Stick Elliott    | Curtis Crider         | Mercury     | 21    | 1    | 0          |
| 44      | 0  | Roy Mayne        | Jack Anderson         | Ford        | 20    | 1    | 0          |
| Källor: |    |                  |                       |             |       |      |            |